# Modifiche territoriali e amministrative dei comuni della Basilicata
Questa pagina riassume tutte le modifiche territoriali ed amministrative dei comuni lucani dall'Unità d'Italia a oggi.
| Cod. Belfiore | Comune                 | Provincia | Anno | Evento                           | Comune                                          | Provincia |
| ------------- | ---------------------- | --------- | ---- | -------------------------------- | ----------------------------------------------- | --------- |
| A017          | Accettura              | PZ        | 1927 | Cambia provincia                 |                                                 | MT        |
| A131          | Albano                 | PZ        | 1863 | Cambia denominazione in          | Albano di Lucania                               | PZ        |
| A196          | Aliano                 | PZ        | 1927 | Cambia provincia                 |                                                 | MT        |
| A612          | Banzi                  | PZ        | 1901 | Costituito con scorporo da       | Genzano di Lucania                              | PZ        |
| A612          | Banzi                  | PZ        | 1927 | Cambia provincia                 |                                                 | MT        |
| A612          | Banzi                  | MT        | 1944 | Cambia provincia                 |                                                 | PZ        |
| A801          | Bernalda               | PZ        | 1927 | Cambia provincia                 |                                                 | MT        |
| B181          | Brindisi               | PZ        | 1863 | Cambia denominazione in          | Brindisi Montagna                               | PZ        |
| B391          | Calciano               | PZ        | 1913 | Costituito con scorporo da       | Garaguso                                        | PZ        |
| B391          | Calciano               | PZ        | 1927 | Cambia provincia                 |                                                 | PZ        |
| B906          | Casalnuovo             | PZ        | 1863 | Cambia denominazione in          | San Paolo Albanese                              | PZ        |
| B906          | San Paolo Albanese     | PZ        | 1936 | Cambia denominazione in          | Casalnuovo Lucano                               | PZ        |
| B906          | Casalnuovo Lucano      | PZ        | 1962 | Cambia denominazione in          | San Paolo Albanese                              | PZ        |
| C196          | Castelluccio           | PZ        | 1928 | Costituito con fusione di        | Castelluccio Inferiore e Castelluccio Superiore |           |
| C196          | Castelluccio           | PZ        | 1935 | Soppresso con ricostituzione di  | Castelluccio Inferiore e Castelluccio Superiore |           |
| C199          | Castelluccio Inferiore | PZ        | 1928 | Soppresso per costituire         | Castelluccio                                    | PZ        |
| C199          | Castelluccio Inferiore | PZ        | 1935 | Ricostituito con soppressione di | Castelluccio                                    | PZ        |
| C201          | Castelluccio Superiore | PZ        | 1928 | Soppresso per costituire         | Castelluccio                                    | PZ        |
| C201          | Castelluccio Superiore | PZ        | 1935 | Ricostituito con soppressione di | Castelluccio                                    | PZ        |
| C209          | Castelmezzano          | PZ        | 1928 | Soppresso e incorporato in       | Pietrapertosa                                   | PZ        |
| C209          | Castelmezzano          | PZ        | 1932 | Ricostituito con scorporo da     | Pietrapertosa                                   | PZ        |
| C345          | Castronuovo            | PZ        | 1863 | Cambia denominazione in          | Castronuovo di Sant'Andrea                      | PZ        |
| C723          | Cirigliano             | PZ        | 1927 | Cambia provincia                 |                                                 | MT        |
| C888          | Colobraro              | PZ        | 1927 | Cambia provincia                 |                                                 | MT        |
| D010          | Corleto                | PZ        | 1863 | Cambia denominazione in          | Corleto Perticara                               | PZ        |
| D128          | Craco                  | PZ        | 1927 | Cambia provincia                 |                                                 | MT        |
| D497          | Fardella               | PZ        | 1928 | Soppresso e incorporato in       | Chiaromonte                                     | PZ        |
| D497          | Fardella               | PZ        | 1947 | Ricostituito con scorporo da     | Chiaromonte                                     | PZ        |
| D513          | Favale                 | PZ        | 1863 | Cambia denominazione in          | Favale San Cataldo                              | PZ        |
| D513          | Favale San Cataldo     | PZ        | 1873 | Cambia denominazione in          | Valsinni                                        | PZ        |
| D513          | Valsinni               | PZ        | 1927 | Cambia provincia                 |                                                 | PZ        |
| D547          | Ferrandina             | PZ        | 1927 | Cambia provincia                 |                                                 | MT        |
| D593          | Filiano                | PZ        | 1951 | Costituito con scorporo da       | Avigliano                                       | PZ        |
| D766          | Francavilla            | PZ        | 1863 | Cambia denominazione in          | Francavilla in Sinni                            | PZ        |
| D909          | Garaguso               | PZ        | 1927 | Cambia provincia                 |                                                 | MT        |
| D971          | Genzano                | PZ        | 1927 | Cambia provincia                 |                                                 | MT        |
| D971          | Genzano                | MT        | 1935 | Cambia denominazione in          | Genzano di Lucania                              | MT        |
| D971          | Genzano di Lucania     | MT        | 1944 | Cambia provincia                 |                                                 | PZ        |
| E033          | Ginestra               | PZ        | 1965 | Costituito con scorporo da       | Ripacandida                                     | PZ        |
| E093          | Gorgoglione            | PZ        | 1927 | Cambia provincia                 |                                                 | MT        |
| E147          | Grassano               | PZ        | 1927 | Cambia provincia                 |                                                 | MT        |
| E213          | Grottole               | PZ        | 1927 | Cambia provincia                 |                                                 | MT        |
| E221          | Saponara               | PZ        | 1863 | Cambia denominazione in          | Saponara di Grumento                            | PZ        |
| E221          | Saponara di Grumento   | PZ        | 1932 | Cambia denominazione in          | Grumento Nova                                   | PZ        |
| E326          | Montepeloso            | PZ        | 1895 | Cambia denominazione in          | Irsina                                          | PZ        |
| E326          | Irsina                 | PZ        | 1927 | Cambia provincia                 |                                                 | MT        |
| F052          | Matera                 | PZ        | 1927 | Cambia provincia                 |                                                 | MT        |
| F201          | Miglionico             | PZ        | 1927 | Cambia provincia                 |                                                 | MT        |
| F399          | Mont'Albano            | PZ        | 1863 | Cambia denominazione in          | Montalbano Jonico                               | PZ        |
| F399          | Montalbano Jonico      | PZ        | 1927 | Cambia provincia                 |                                                 | MT        |
| F637          | Montescaglioso         | PZ        | 1927 | Cambia provincia                 |                                                 | MT        |
| F817          | Muro                   | PZ        | 1863 | Cambia denominazione in          | Muro Lucano                                     | PZ        |
| F917          | Noia                   | PZ        | 1863 | Cambia denominazione in          | Noepoli                                         | PZ        |
| G037          | Oliveto                | PZ        | 1863 | Cambia denominazione in          | Oliveto Lucano                                  | PZ        |
| G037          | Oliveto Lucano         | PZ        | 1927 | Cambia provincia                 |                                                 | MT        |
| G081          | Oppido                 | PZ        | 1863 | Cambia denominazione in          | Palmira                                         | PZ        |
| G081          | Palmira                | PZ        | 1933 | Cambia denominazione in          | Oppido Lucano                                   | PZ        |
| G261          | Palazzo                | PZ        | 1863 | Cambia denominazione in          | Palazzo San Gervasio                            | PZ        |
| G261          | Palazzo San Gervasio   | PZ        | 1927 | Cambia provincia                 |                                                 | MT        |
| G261          | Palazzo San Gervasio   | PZ        | 1944 | Cambia provincia                 |                                                 | PZ        |
| G614          | Pietrafesa             | PZ        | 1886 | Cambia denominazione in          | Satriano di Lucania                             | PZ        |
| G663          | Vignola                | PZ        | 1863 | Cambia denominazione in          | Pignola di Basilicata                           | PZ        |
| G663          | Pignola di Basilicata  | PZ        | 1935 | Cambia denominazione in          | Pignola                                         | PZ        |
| G663          | Pignola                | PZ        | 1928 | Soppresso e incorporato in       | Potenza                                         | PZ        |
| G663          | Pignola                | PZ        | 1935 | Ricostituito con scorporo da     | Potenza                                         | PZ        |
| G712          | Pisticci               | PZ        | 1927 | Cambia provincia                 |                                                 | MT        |
| G786          | Policoro               | MT        | 1959 | Costituito con scorporo da       | Montalbano Jonico                               | MT        |
| G806          | Pomarico               | PZ        | 1927 | Cambia provincia                 |                                                 | MT        |
| H307          | Rionero                | PZ        | 1863 | Cambia denominazione in          | Rionero in Volture                              | PZ        |
| H307          | Rionero in Volture     | PZ        | 1884 | Cambia denominazione in          | Rionero in Vulture                              | PZ        |
| H591          | Rotondella             | PZ        | 1927 | Cambia provincia                 |                                                 | MT        |
| H646          | Ruvo                   | PZ        | 1863 | Cambia denominazione in          | Ruvo del Monte                                  | PZ        |
| H687          | Salandra               | PZ        | 1927 | Cambia provincia                 |                                                 | MT        |
| H730          | Salvia                 | PZ        | 1879 | Cambia denominazione in          | Savoia di Lucania                               | PZ        |
| H808          | San Costantino         | PZ        | 1863 | Cambia denominazione in          | San Costantino Albanese                         | PZ        |
| H888          | San Giorgio            | PZ        | 1863 | Cambia denominazione in          | San Giorgio Lucano                              | PZ        |
| H888          | San Giorgio Lucano     | PZ        | 1927 | Cambia provincia                 |                                                 | MT        |
| H994          | San Martino            | PZ        | 1863 | Cambia denominazione in          | San Martino d'Agri                              | PZ        |
| I029          | San Mauro              | PZ        | 1863 | Cambia denominazione in          | San Mauro Forte                                 | PZ        |
| I029          | San Mauro Forte        | PZ        | 1927 | Cambia provincia                 |                                                 | MT        |
| I157          | San Severino           | PZ        | 1863 | Cambia denominazione in          | San Severino Lucano                             | PZ        |
| I426          | Sarconi                | PZ        | 1929 | Soppresso e incorporato in       | Moliterno                                       | PZ        |
| I426          | Sarconi                | PZ        | 1944 | Ricostituito con scorporo da     | Moliterno                                       | PZ        |
| I457          | Sasso                  | PZ        | 1863 | Cambia denominazione in          | Sasso di Castalda                               | PZ        |
| I954          | Stigliano              | PZ        | 1927 | Cambia provincia                 |                                                 | MT        |
| L082          | Teana                  | PZ        | 1928 | Soppresso e incorporato in       | Chiaromonte                                     | PZ        |
| L082          | Teana                  | PZ        | 1947 | Ricostituito con scorporo da     | Chiaromonte                                     | PZ        |
| L126          | Terranova              | PZ        | 1863 | Cambia denominazione in          | Terranova di Pollino                            | PZ        |
| L418          | Tricarico              | PZ        | 1927 | Cambia provincia                 |                                                 | MT        |
| L477          | Tursi                  | PZ        | 1927 | Cambia provincia                 |                                                 | MT        |
| L532          | Vaglio                 | PZ        | 1863 | Cambia denominazione in          | Vaglio di Basilicata                            | PZ        |
| L532          | Vaglio di Basilicata   | PZ        | 1933 | Cambia denominazione in          | Vaglio Lucano                                   | PZ        |
| L532          | Vaglio Lucano          | PZ        | 1955 | Cambia denominazione in          | Vaglio Basilicata                               | PZ        |
| L859          | Vietri                 | PZ        | 1863 | Cambia denominazione in          | Vietri di Potenza                               | PZ        |
| M256          | Scanzano Jonico        | MT        | 1974 | Costituito con scorporo da       | Montalbano Jonico                               | MT        |
| M269          | Paterno                | PZ        | 1973 | Costituito con scorporo da       | Marsiconuovo                                    | PZ        |